# Тарновский, Николай Ефимович
Микола Юхимович Тарновский (22 мая 1919, Александровка — 27 ноября 2002, Львов) — украинский писатель-прозаик, член Союза писателей СССР.

## Биография
Окончил Тульчинский педагогический техникум. С 1937 по 1939 г. работал учителем в деревне. 
Осенью 1939 г. был призван в ряды Красной Армии. В Великую Отечественную войну прошел тяжелый путь отступления, участвовал в обороне Москвы и битве на Курской дуге. Был дважды ранен и осенью 1944 г. уволен из армии по состоянию здоровья. 
После войны работал журналистом в редакции «Винницкой правды», затем — в редакции «Закарпатской правды», где проработал до 1951 г. 
С образованием журнала «Октябрь» перешел на работу в эту редакцию. С тех пор жил и работал во Львове. 
В 1957 окончил Высшие литературные курсы при Литературном институте им. Горького в Москве. 
Награждён орденом Отечественной войны II степени и медалями. Член Союза писателей СССР с 1951 г.

### Романы
- «Дорогами братьев» (1950)
- «Утро над Ужем» (1952)
- «На перевале» (1953)
- «Крутогора» (1957)
- «День начинался неспокойно» (1963)
- «Приговор» (1965)

### Повести
- «Незримый горизонт» (1962)
- «Цветы на морозе» (1966)
- «За родным порогом» (1967)
- «О чем поет жаворонок» (для детей ,1961)
- «Девятый вал» (1970)
- «Взаимность» (1972)
- «Високосный день» (1973)
- «Пороги» (1976)
- «Открываю любовь» (1978)
- «Золотые вербы» (1979)
- «Горение» (1983)

### Сборники рассказов
- «Галя» (1954)
- «Как на длинной ниве» (1958)